# Skeleton-Europacup 2004/05
Der Skeleton-Europacup 2004/05 war eine von der Fédération Internationale de Bobsleigh et de Tobogganing (FIBT) veranstaltete Rennserie, die zum fünften Mal ausgetragen wurde und zum Unterbau des Weltcups gehört. Der Wettbewerb bestand aus drei Saisonrennen in Igls, Altenberg und Königssee.

## Männer

### Veranstaltungen
| Datum             | Ort       | Sieger          | Zweiter         | Dritter                    |
| ----------------- | --------- | --------------- | --------------- | -------------------------- |
| 10. November 2004 | Igls      | Robert Murray   | Marco Di Donato | Chris Hedquist             |
| 12. Dezember 2004 | Altenberg | Robert Murray   | Chris Hedquist  | Wolfram Lösch              |
| 19. Dezember 2004 | Königssee | Sebastian Haupt | Chris Hedquist  | Robert Murray Ben Sandford |

### Einzelwertung
| Platz | Sportler        | Land                   | Punkte |
| ----- | --------------- | ---------------------- | ------ |
| 1     | Robert Murray   | Vereinigte Staaten     | 280    |
| 2     | Chris Hedquist  | Vereinigte Staaten     | 260    |
| 3     | Wolfram Lösch   | Deutschland            | 200    |
| 4     | Sebastian Haupt | Deutschland            | 192    |
| 5     | Martin Brugger  | Österreich             | 155    |
| 6     | Stokes Aitken   | Vereinigte Staaten     | 154    |
| 7     | Maurizio Oioli  | Italien                | 154    |
| 8     | Florian Spiess  | Österreich             | 134    |
| 9     | Greg Kirk       | Vereinigtes Königreich | 132    |
| 10    | Marco Di Donato | Italien                | 107    |

### Nationenwertung
| Platz | Land                   | Punkte |
| ----- | ---------------------- | ------ |
| 1     | Vereinigte Staaten     | 234    |
| 2     | Deutschland            | 209    |
| 3     | Österreich             | 198    |
| 4     | Vereinigtes Königreich | 187    |
| 5     | Italien                | 183    |
| 6     | Kanada                 | 127    |
| 7     | Russland               | 112    |
| 8     | Schweiz                | 94     |
| 9     | Lettland               | 81     |
| 10    | Bermuda                | 78     |

## Frauen

### Veranstaltungen
| Datum             | Ort       | Siegerin       | Zweite          | Dritte           |
| ----------------- | --------- | -------------- | --------------- | ---------------- |
| 10. November 2004 | Igls      | Shelley Rudman | Anja Huber      | Rebecca Sorensen |
| 12. Dezember 2004 | Altenberg | Anja Huber     | Kathleen Lorenz | Lyndsie Peterson |
| 19. Dezember 2004 | Königssee | Anja Huber     | Amy Williams    | Lyndsie Peterson |

### Einzelwertung
| Platz | Sportlerin         | Land                   | Punkte |
| ----- | ------------------ | ---------------------- | ------ |
| 1     | Anja Huber         | Deutschland            | 290    |
| 2     | Amy Williams       | Vereinigtes Königreich | 215    |
| 3     | Kathleen Lorenz    | Deutschland            | 182    |
| 4     | Rebecca Sorensen   | Vereinigte Staaten     | 173    |
| 5     | Marion Trott       | Deutschland            | 173    |
| 6     | Shelley Rudman     | Vereinigtes Königreich | 165    |
| 7     | Lyndsie Peterson   | Vereinigte Staaten     | 160    |
| 8     | Bree Schaaf Boyer  | Vereinigte Staaten     | 143    |
| 9     | Costanza Zanoletti | Italien                | 137    |
| 10    | Felicia Canfield   | Vereinigte Staaten     | 121    |

### Nationenwertung
| Platz | Land                         | Punkte |
| ----- | ---------------------------- | ------ |
| 1     | Deutschland                  | 171    |
| 2     | Vereinigtes Königreich       | 156    |
| 3     | Vereinigte Staaten           | 156    |
| 4     | Italien                      | 92     |
| 5     | Kanada                       | 74     |
| 6     | Rumänien                     | 65     |
| 7     | Russland                     | 54     |
| 8     | Neuseeland                   | 45     |
| 9     | Australien                   | 32     |
| 10    | Amerikanische Jungferninseln | 29     |